# Weidlich-palota
A Weidlich-palota 1911-ben épült, késő szecessziós stílusú épület Miskolc belvárosában, a Széchenyi utca 19. szám alatt, míg hátsó frontja a Dr. Antall József parkra néz. Tervezője Hajós Alfréd cége, a Hajós és Villányi cég volt. Az épület 2007-től országos műemléki védelem alatt áll.

## Története
Az építtető Weidlich Pál kereskedő 1881-ben került Miskolcra, és tehetségének köszönhetően az 1920-as, 1930-as években már a város legtöbb adót fizető polgára volt. A Széchenyi utca ezen részén még a 19–20. század fordulóján is késő-középkori kiosztású keskeny, de hosszúkás telkek voltak, ahol zártsorú beépítésben többnyire egyemeletes házak álltak és legfeljebb egy hosszan elnyúló udvari szárnyuk volt. Két ilyen telek összevonása tette lehetővé (az egyiken egy neobarokk épület állt), hogy a négyemeletes ház udvarát körülépítsék egy zárt udvart létrehozva, erre utal az épület főhomlokzatán a Weidlich-udvar megnevezés is. Tervezője a Hajós és Villányi cég, amely Miskolc első háromemeletes házának a Borsodmegyei Takarékpénztár Rt. székházának sikere után kapott megbízást a tervezésre. Az építési engedélyt 1911 márciusában kapta meg Weidlich. Az építkezés gyorsan folyt, november végén az üzletek egy részébe már beköltözhettek, az év utolsó előtti napján megnyílt a pincében az Apolló mozi, és 1912 tavaszára már minden lakó és üzletbérlő birtokba vehette az új bérpalotát. Az épület a város első áruháza és abban az időben legnagyobb bérháza volt, 24 üzlethelyiséget és 30 lakást alakítottak ki benne. 
A miskolci Hercz-féle gépgyár emblémája található az öntöttvas oszlopokon, vagy az előtér, és a kapu előtti csatornafedőn. A pincébe ereszthető elegáns kovácsoltvas kapu Miskolc egyik jelentős épületlakatos műhelyének, a Demeter testvéreknek a műve. Az épület szimmetrikus, gazdagon díszített homlokzatán toronypár emelkedett, közte timpanonnal. Az 1960-as évek városképrendezése során az akkori építészeti ízlésnek megfelelően az épület hivalkodónak ítélt két toronysisakját lebontották. 2011-ben az épület homlokzatát felújították, az oromfalat ekkor úgy építették vissza, hogy legközelebb visszahelyezhetők legyenek a toronysisakok is.

## A palota leírása
A főhomlokzaton az üzleti és a lakóépület rész élesen elkülönül. A kétszintes üzleti részt acélszerkezetű üvegezett portálok teszik nyitottá. Az udvar középtengelyben nyíló bejárata két szintet fog át – a mezzanin szint fülkeszerűen visszaugrik a homlokzatsíkból –, és a századforduló építészetében gyakran alkalmazott korporsófedélszerű lezárással készült, két oldalán az üzletbérlők reklámtábláinak elhelyezésre szolgáló acélszerkezettel. A lakóépület rész három szintje zártabb. A középtengelyt három emeltet átfogó, háromaxisos zárterkély hangsúlyozza, amelyhez a második emeleten két oldalt, a külső szélén páros oszlopokkal alátámasztott loggia kapcsolódik, tetején, a harmadik emelet szintjén erkélyt alakítottak ki, késő szecessziós kovácsoltvas díszkorláttal.
A második emelet szélső axisaiban a két ablaknak konzolosan alátámasztott összetett vonalvezetésű oromzatos szemöldök kialakítása van, közepén fekvő formátumú füzérrel keretezett ovális díszítéssel. A zárterkély két oldalán lévő homlokzatszakaszok többi nyílászárójának a második és a harmadik emeleten nincsen keretelése, csak a harmadik emeleti ablakok felett egy szemöldök párkány fut végig. Ezt a két homlokzat szakaszt teljes egészében vízszintes falsávok tagolják. A negyedik emeleten, a zárterkély két oldalán, a zárterkély kiugrásával azonos méretű függőfolyósószerű erkély fut végig a homlokzat előtt, díszes korláttal. A két-két nyílás profilozott kerete a téglányalakú domborműves szemöldök mezőt is keretezi, így a keret a zárópárkányig ér. A nyílások között a falfelületeket élére állított, sötét és világosbarna tónusú csempével burkolták. A zárterkély második és harmadik emeletén azonos az ablakok kiosztása. A két szélén egy-egy, a középtengelyben hármas kapcsolt ablak van, a kapcsolt ablak két szélső darabja keskenyebb. A két szint ablakait lizénasávok fogják közre, amelyek konzolosan kialakított fejezetén bőségszarut és más hasonló jelképeket tartó puttók állnak. A zárterkély negyedik emeletén a falsarok ívesen fordul át. Az íves szakaszon három-három nyújtott arányú ablak van, a középtengely viszont loggiás kialakítású, kosáríves lezárással. A loggia két oldalán egy-egy nagy méretű medalionban vitézeket ábrázoló dombormű van. A loggia felett ívesen elhelyezett Weidlich-udvar felirat látható, ami felett egy robusztus timpanonra emlékeztető párkány húzódik.

## A Fekete kutya fűszerüzlet
A Mahr család által, 1756-ban alapított Fekete kutya nevű fűszerüzlet eredetileg a mai Széchenyi utca 35. alatt működött. Weidlich Pál 1881-ben ment először Miskolcra, ahol bécsi gyakorlata révén nagy múltú bolt üzletvezetője lett. 1890-ben ösztöndíjjal nyert utazásain sok tapasztalatot szerzett, kapcsolatokat épített. Visszatérvén, 1891. január 24-én jegyeztette be cégét, és átvette a Fekete kutyát. A bolt legjobban jövedelmező profilja a tokaji borok értékesítése volt, amellyel nemzetközi sikereket is elért. Az üzlet Felsőmagyarország legnagyobb fűszerkereskedése lett, amit rövidesen nagykereskedéssé fejlesztett. Ennek volt fontos eleme az üzletház felépítése. Az épület földszintjére, jobb oldalra került a „Fekete Kutyához” címzett fűszer-, bor-, ásványvíz- és vetőmag-kereskedés. A cégéréül szolgáló Fekete kutya szobrot 1911. december 21-én helyezte át az akkori Széchenyi utca 32. szám alóli üzletből, így az építkezés befejezését is erre az időpontra, karácsonyra datálhatjuk. A Weidlich-féle fűszerkereskedés államosítás utáni utódüzlete, a Belvárosi Csemege 1983 januárjáig működött.

## A Weidlich-palotában helyet kapott üzletek
Weidlich Pál 1911 áprilisában az Ellenzék című lapban 17 bolthelyiség bérletét hirdette meg az üzletház udvarában. 
- Az épület földszintjén, jobboldalt volt Weidlichnek a „Fekete Kutyához” kereskedése.
- A homlokzat nyugati oldalán a „Fehér Galamb” divatkereskedés volt, amely ugyanolyan fogalom volt a divatszakmában, mint Weidlich a fűszerkereskedésben.
- Az udvarban volt Pick Jakab, híres bútorgyáros termékbemutatója, bútorraktára; a Thonet testvérek bútorait kizárólag ő árusíthatta Miskolcon.
- Gondos Sándor híres úri- és hölgyfodrász, borbély üzlete.
- Weisz Teréz gőzmosó, ruhafestő és vegytisztító gyárának felvételi boltja, az első emeleten a hátsó szárny pincéjében pedig a vegytisztító.
- A pincében nyílt meg az Apolló mozgókép-színház is, amely 1930-ig működött, a Kossuth mozi elődjeként.
- Emellett szabó, cipész, borbély, könyvnyomda is működött a házban.

Jelenleg földszintjén működik a Pizza, kávé, világbéke étterem.

## Képek

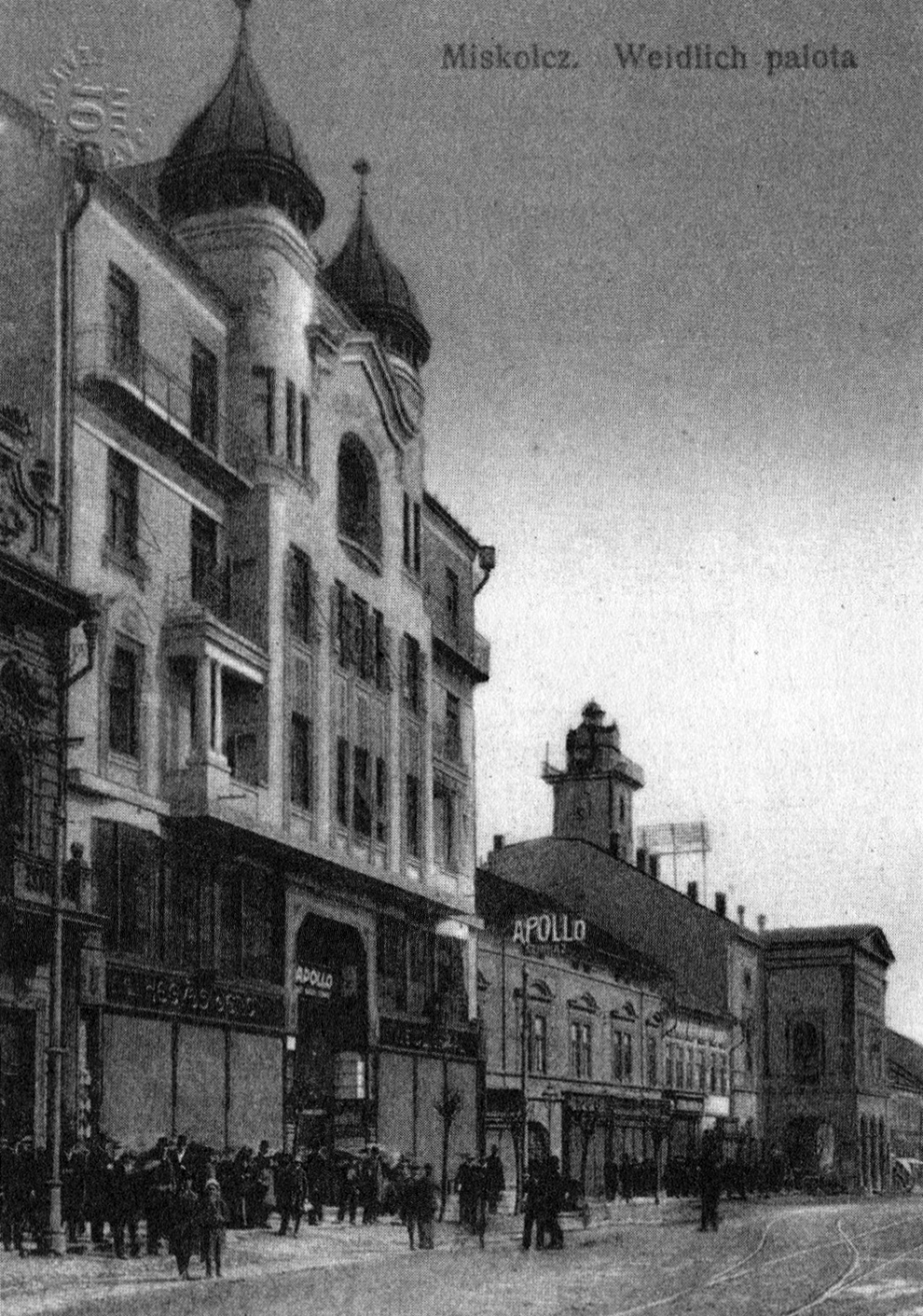
Az épület, röviddel az átadása után
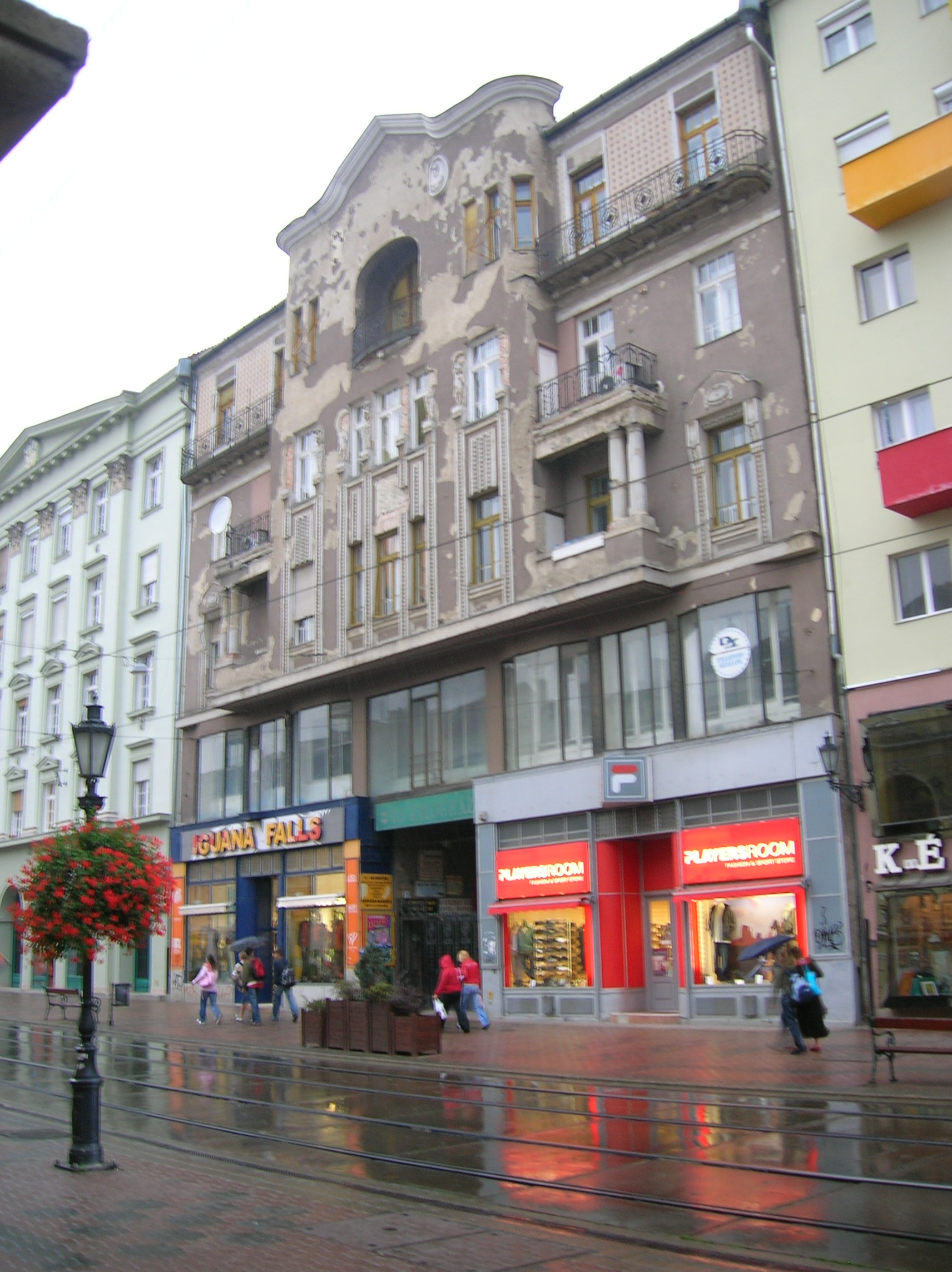
A palota a felújítás előtt a lepusztított oromfallal
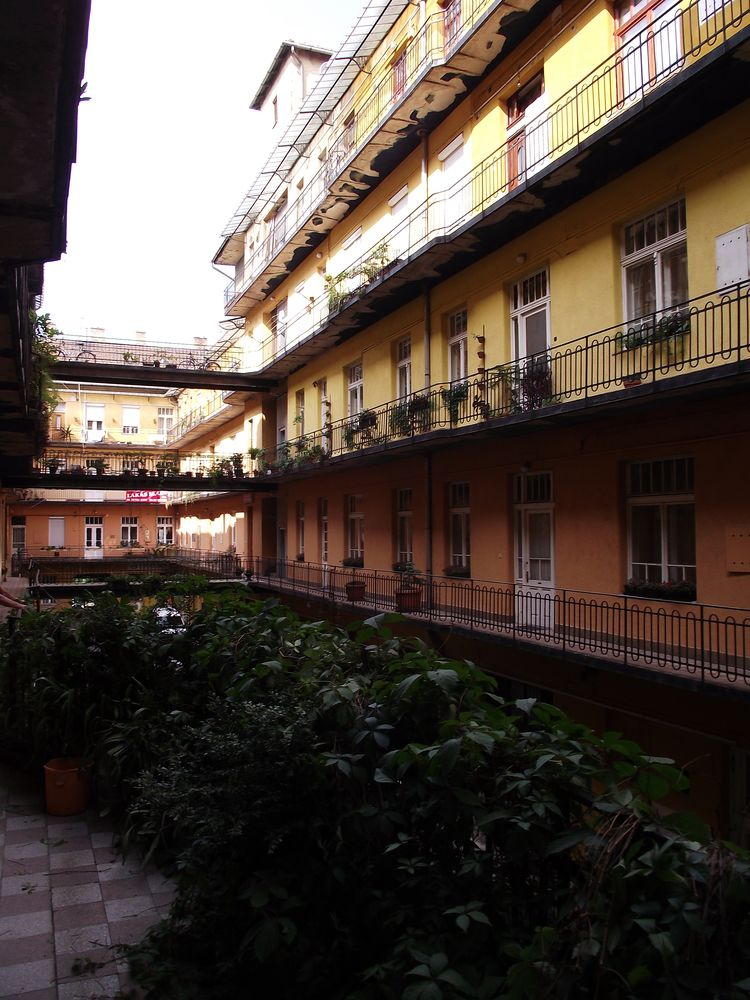
A belső udvar a felújítás előtt
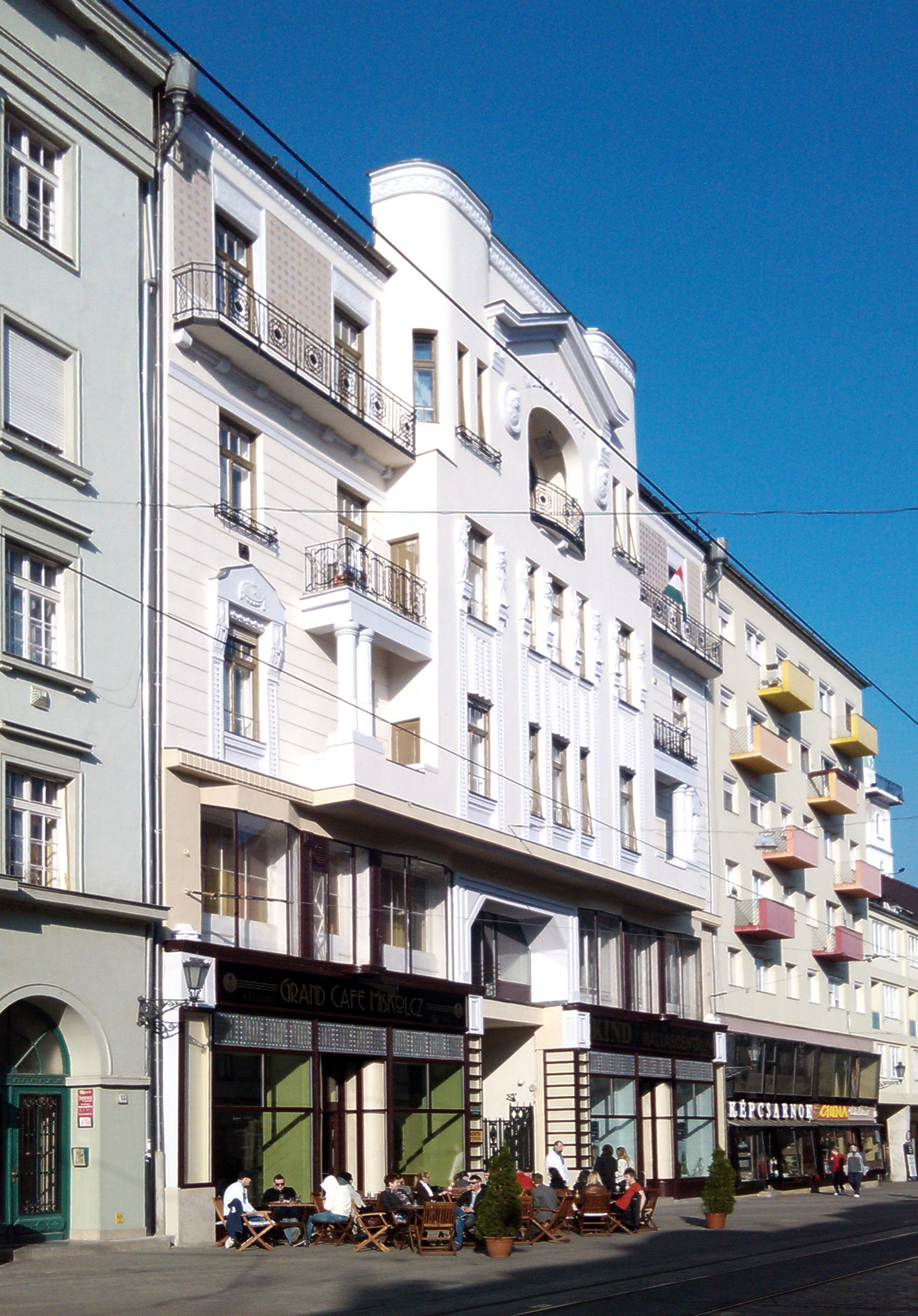
A felújított Weidlich-palota 2012-ben
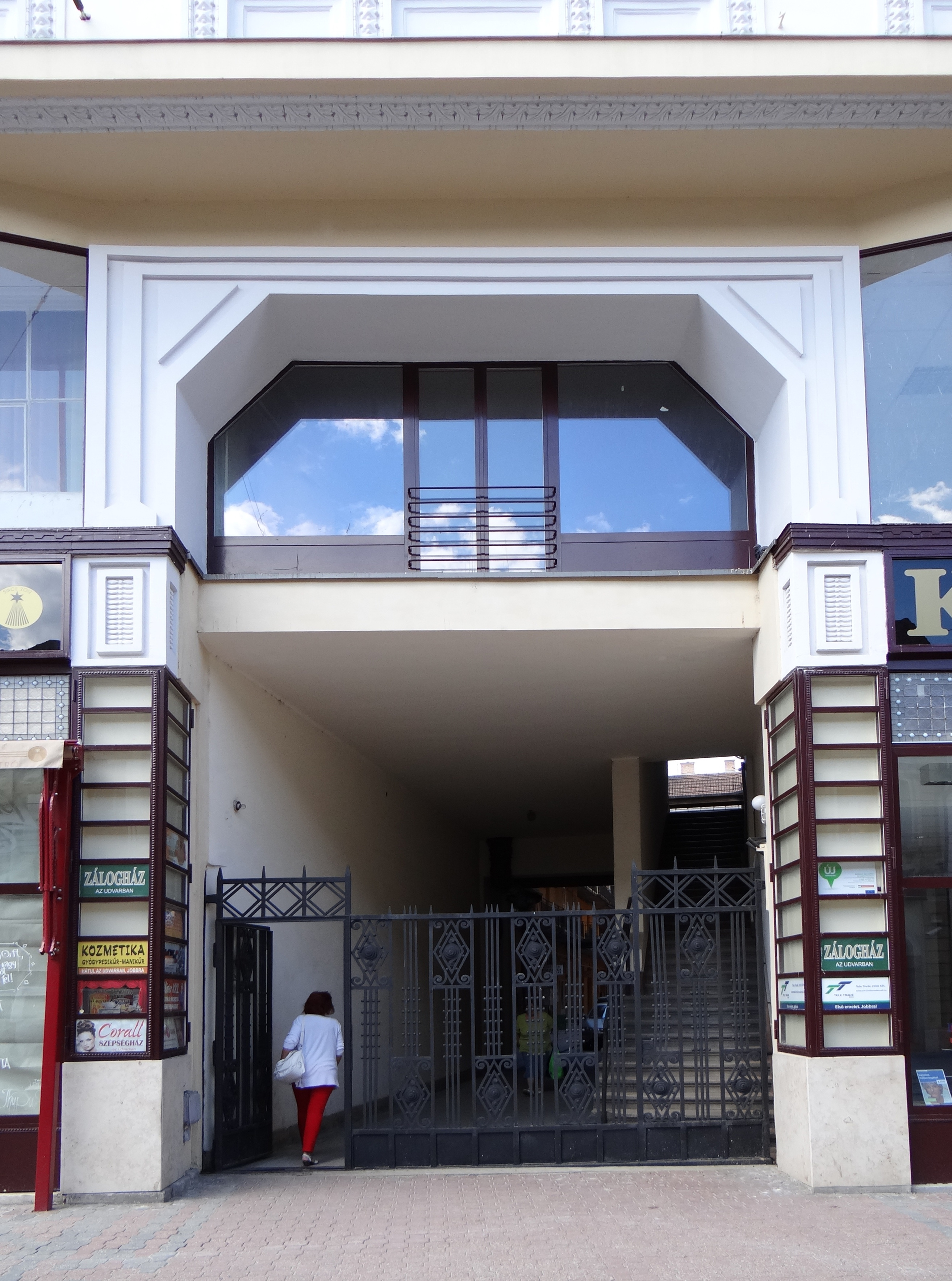
A palota kovácsoltvas kapuja
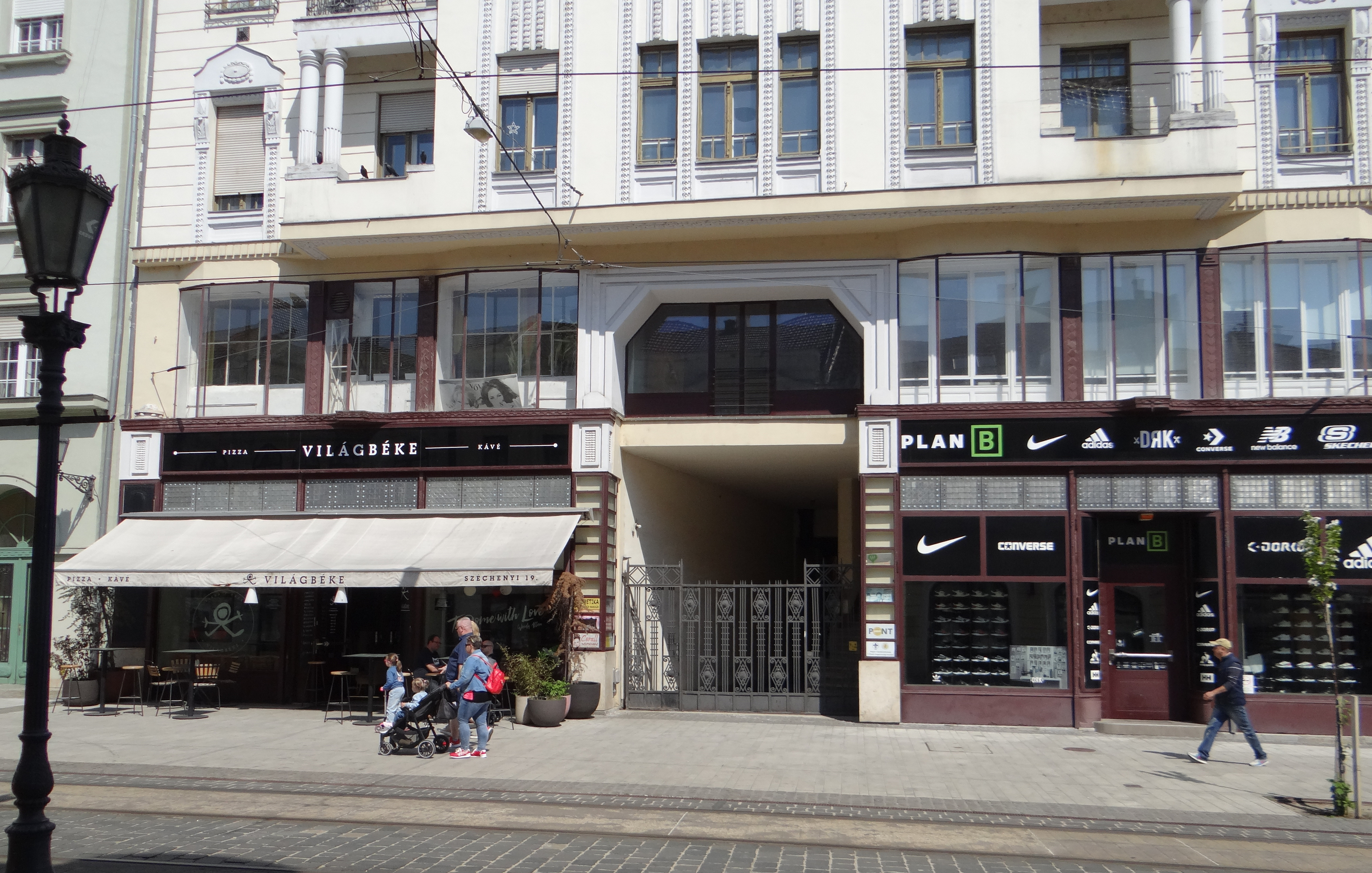
Boltok 2023-ban
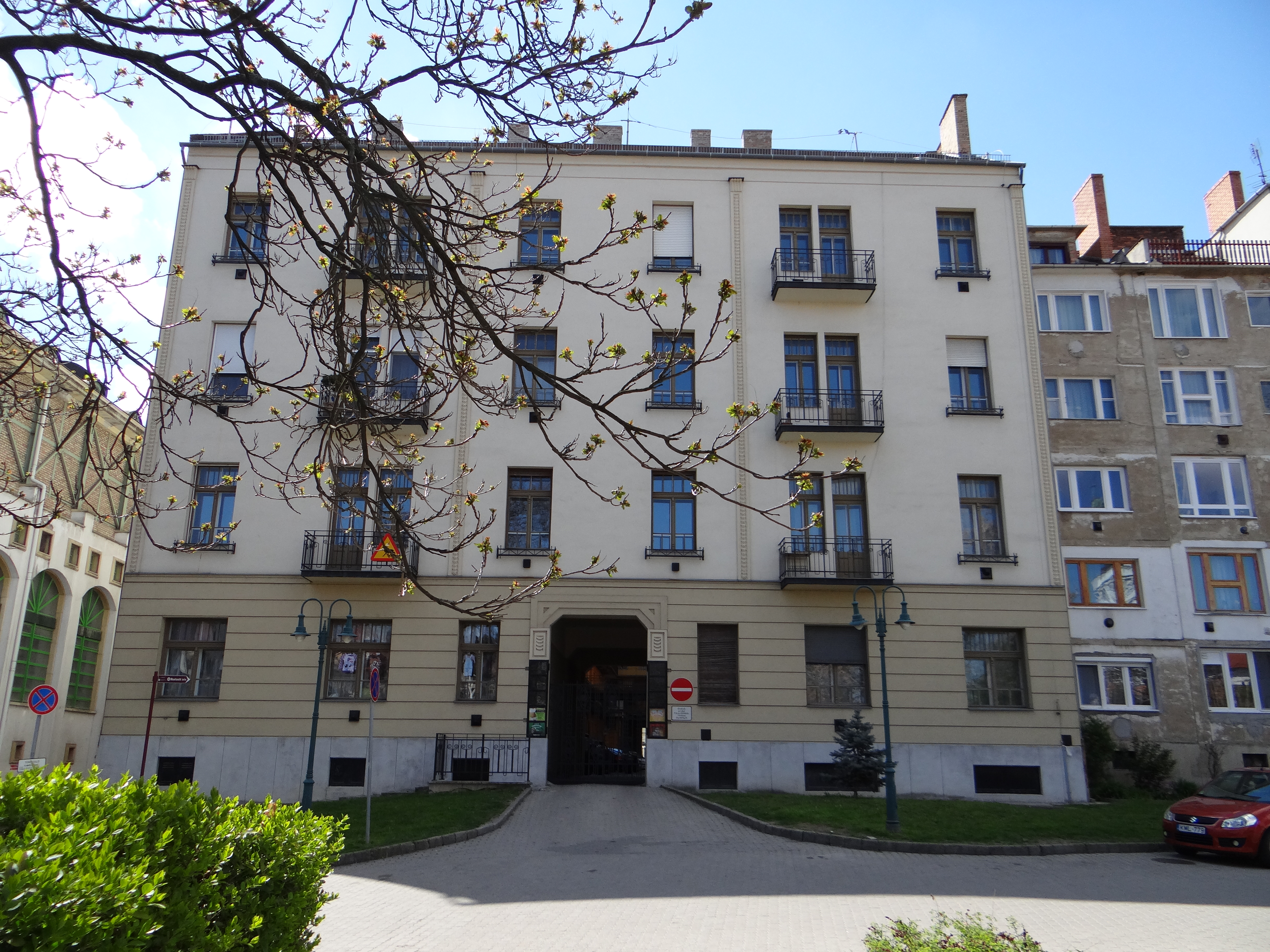
Az épület hátsó, északi frontja